# داگلاس سیتانو
داگلاس سیتانو (به پرتغالی: Douglas Caetano Mattoso dos Santos) مهاجم اهل برزیل است که در شهر ریودو ژانیرو و در تاریخ ۶ ژانویهٔ ۱۹۸۱ به دنیا آمده‌است.
داگلاس سیتانو در تیم‌های فوتبال São José RS سابقهٔ حضور دارد.